# Alagie Sosseh
Alagie Dodou Matar Sosseh (Stoccolma, 21 luglio 1986) è un calciatore svedese naturalizzato gambiano, attaccante del Segeltorps IF.

## Carriera

### Club
Sosseh ha debuttato nell'Allsvenskan con la maglia dell'Hammarby: il 1º agosto 2007, infatti, ha sostituito Paulinho Guará nella vittoria per 1-0 contro il Malmö. Sosseh è stato poi ingaggiato dal Landskrona BoIS. Dopo le esperienze con Väsby United e Sirius, si è accordato con l'AFC United. Il 25 maggio 2013 ha rescisso il contratto che lo legava a quest'ultimo club. Il 29 maggio ha firmato un contratto dilettantistico con i norvegesi del Birkebeineren. Con questa squadra ha totalizzato 6 presenze in campionato e ha messo a referto 5 reti. Il 10 agosto 2013 si è trasferito al Fredrikstad, legandosi al nuovo club con un accordo valido fino al termine della stagione. Quest'operazione di mercato ha portato però degli intoppi: Sosseh aveva infatti vestito la maglia di due club nel corso dello stesso anno, non potendo così indossare quella di un terzo. Per la federazione svedese – secondo Håkon Wibe-Lund del Fredrikstad – non c'era alcun problema, mentre la NFF non aveva concesso il nulla osta. Stein Pedersen, dirigente della federazione norvegese, ha confermato come sarebbe stato improbabile veder giocare Sosseh nel Fredrikstad nel corso di quella stessa stagione, in virtù del regolamento FIFA precedentemente citato.
Il 10 gennaio 2014 ha firmato un contratto biennale con il Mjøndalen. Il 12 agosto 2015 è passato al Nest-Sotra, legandosi al club con un contratto valido sino al termine della stagione. Alla scadenza di questo accordo si è trasferito agli iraniani del Siah Jamegan.
Il 3 agosto 2016 ha fatto ritorno in Svezia per giocare nel Frej in Superettan. Il 26 febbraio 2017 ha firmato per l'Akropolis nel campionato di Division 1 Norra.
Il 7 febbraio 2018 si è trasferito all'Assyriska, nella terza serie nazionale: intorno a metà campionato però ha lasciato l'Assyriska, che lottava per la salvezza, per accasarsi presso un altro club della cittadina di Södertälje militante in terza serie, ovvero il Syrianska, con cui ha poi conquistato la promozione.
Per la stagione 2019 ha fatto ritorno all'Akropolis, dove già aveva giocato due anni prima. Nel luglio dello stesso anno ha rescisso ed è approdato nella seconda serie turca al Fatih Karagümrük, poi nel marzo del 2020 ha proseguito la sua carriera in Vietnam al Sông Lam Nghệ An con un contratto annuale.
Nell'estate del 2020 è tornato a giocare in Svezia, ingaggiato dallo United IK Nordic, squadra con sede a Södertälje, militante nella quinta serie nazionale. Per la stagione 2021 si è trasferito all'IFK Haninge, militando così nuovamente in Division 1. A stagione in corso è tornato all'Assyriska, sua ex squadra che nel frattempo a distanza di tre anni dalla precedente parentesi in biancorosso era scesa in quarta serie.

### Nazionale
Dal 2010 ha fatto parte della Nazionale del Gambia.